# Eldar Gasimov
Eldar Gasimov (em azeri: Eldar Qasimov nascido a 4 de junho de 1989) é um cantor do Azerbaijão. Com a canção "Running Scared", com Nigar Jamal venceu o Festival Eurovisão da Canção 2011 em Düsseldorf, na Alemanha.
Ele foi eleito um dos apresentadores do Festival Eurovisão da Canção 2012 em Bacu.
Eldar Gasimov é bisneto de Abbas Mirza Sharifzadeh e de Marziyya DavudovaGasimov começou a cantar em tenra idade e já participou de inúmeros concertos no Azerbaijão e na Rússia. Entre 2001 e 2005, teve aulas de música profissional e aprendeu a tocar piano.
Eldar Gasimov é licenciado pela Universidade eslava de Bacu nas relações internacionais e geografia regional.